# Samfundets Martyr
Samfundets Martyr er en amerikansk stumfilm fra 1917 af Colin Campbell.

## Medvirkende
- Tom Santschi som Bill O'Shaughnessy
- Fritzi Brunette som Kate Taylor
- Edward Coxen som Fran Coswell
- Bessie Eyton som Mary Moran
- Harry Lonsdale som James Munroe